# Chặng đua GP Sakhir 2020
Chặng đua GP Sakhir 2020 (tên chính thức là Formula 1 Rolex Sakhir Grand Prix 2020) là chặng đua thứ 16 của Giải đua xe Công thức 1 2020. Chặng đua diễn ra từ ngày 04 đến 06 tháng 12 năm 2020 ở trường đua Bahrain International Circuit (kiểu đường bao phía ngoài Outer circuit), Bahrain. Người chiến thắng là Sergio Peréz đội đua Racing Point.

## Bối cảnh
Chặng đua GP Sakhir 2020 là chặng đua được bổ sung vào lịch thi đấu sau khi nhiều chặng đua bị hủy vì đại dịch Covid-19. Đây là chặng đua thứ 2 liên tiếp diễn ra ở trường đua Bahrain International Circuit nhưng sử dụng kiểu đường Outer Circuit. Chặng đua trước đó cũng ở Bahrain International Circuit mang tên GP Bahrain 2020 sử dụng kiểu đường Grand prix circuit.
Tay đua đã lên ngôi vô địch mùa giải 2020 là Lewis Hamilton không tham gia chặng đua này do bị nhiễm Covid-19. Người đua thay anh là George Russell.

## Diễn biến
Người giành pole là Valtteri Bottas nhưng sau pha xuất phát anh để mất vị trí vào tay người đồng đội George Russell, là người đua thế Lewis Hamilton. Cũng ở pha xuất phát, Sergio Peréz có va chạm với Charles Leclerc. Leclerc mất lái tông vào Max Verstappen khiến cho cả 2 phải bỏ cuộc trong khi Perez cũng bị tụt xuống cuối đoàn đua.
Đến vòng 63, người đua thế Russell ở đội đua Williams là Jack Aiken có pha mất lái ở góc cua cuối cùng bị gãy cánh trước. Các trọng tài bật tín hiệu xe an toàn ảo để các nhân viên trường đua làm sạch trường đua. Đây là giai đoạn mà đội ngũ pitstop của Mercedes liên tục phạm sai lầm khiến cho cả Russell và Bottas bị mất hai vị trí đầu tiên.
Tranh thủ thời cơ, Sergio Perez vươn lên dẫn đầu và giành được chiến thắng F1 đầu tiên trong sự nghiệp. Cùng lên podium với anh còn có đồng đội Lance Stroll. Một tay đua khác cũng có lần đầu lên podium là Esteban Ocon.
Do Lewis Hamilton đã vô địch từ trước nên việc vắng mặt ở chặng đua này không làm thay đổi vị trí của anh trên BXH. Tay đua người anh vẫn dẫn đầu với 332 điểm.

## Kết quả
| Stt                                                        | Số xe | Tay đua            | Đội đua                   | Lap | Thời gian   | Xuất phát | Điểm |
| ---------------------------------------------------------- | ----- | ------------------ | ------------------------- | --- | ----------- | --------- | ---- |
| 1                                                          | 11    | Sergio Pérez       | Racing Point-BWT Mercedes | 87  | 1:31:15.114 | 5         | 25   |
| 2                                                          | 31    | Esteban Ocon       | Renault                   | 87  | +10.518     | 11        | 18   |
| 3                                                          | 18    | Lance Stroll       | Racing Point-BWT Mercedes | 87  | +11.869     | 10        | 15   |
| 4                                                          | 55    | Carlos Sainz Jr.   | McLaren-Renault           | 87  | +12.580     | 8         | 12   |
| 5                                                          | 3     | Daniel Ricciardo   | Renault                   | 87  | +13.330     | 7         | 10   |
| 6                                                          | 23    | Alex Albon         | Red Bull Racing-Honda     | 87  | +13.842     | 12        | 8    |
| 7                                                          | 26    | Daniil Kvyat       | AlphaTauri-Honda          | 87  | +14.534     | 6         | 6    |
| 8                                                          | 77    | Valtteri Bottas    | Mercedes                  | 87  | +15.389     | 1         | 4    |
| 9                                                          | 63    | George Russell     | Mercedes                  | 87  | +18.556     | 2         | 3    |
| 10                                                         | 4     | Lando Norris       | McLaren-Renault           | 87  | +19.541     | 19        | 1    |
| 11                                                         | 10    | Pierre Gasly       | AlphaTauri-Honda          | 87  | +20.527     | 9         |      |
| 12                                                         | 5     | Sebastian Vettel   | Ferrari                   | 87  | +22.611     | 13        |      |
| 13                                                         | 99    | Antonio Giovinazzi | Alfa Romeo Racing-Ferrari | 87  | +24.111     | 14        |      |
| 14                                                         | 7     | Kimi Räikkönen     | Alfa Romeo Racing-Ferrari | 87  | +26.153     | 18        |      |
| 15                                                         | 20    | Kevin Magnussen    | Haas-Ferrari              | 87  | +32.370     | 15        |      |
| 16                                                         | 89    | Jack Aitken        | Williams-Mercedes         | 87  | +33.674     | 17        |      |
| 17                                                         | 51    | Pietro Fittipaldi  | Haas-Ferrari              | 87  | +36.858     | 20        |      |
| Ret                                                        | 6     | Nicholas Latifi    | Williams-Mercedes         | 52  | Oil leak    | 16        |      |
| Ret                                                        | 33    | Max Verstappen     | Red Bull Racing-Honda     | 0   | Accident    | 3         |      |
| Ret                                                        | 16    | Charles Leclerc    | Ferrari                   | 0   | Collision   | 4         |      |
| Fastest lap: George Russell (Mercedes) – 0:55.404 (lap 80) |       |                    |                           |     |             |           |      |

Nguồn: Trang chủ Formula1